# Gryllacris gracilis
Gryllacris gracilis är en insektsart som beskrevs av Walker, F. 1869. Gryllacris gracilis ingår i släktet Gryllacris och familjen Gryllacrididae. Inga underarter finns listade i Catalogue of Life.